# Wayland Flowers
Wayland P. Flowers, Jr. est un marionnettiste et acteur américain né le 26 novembre 1939 à Dawson en Géorgie, et mort le 11 octobre 1988 à Los Angeles.
Il est principalement connu pour la série qu'il a créée, Madame's Place, mettant en vedette sa marionnette Madame.

## Filmographie

### Acteur
- 1975 : Keep on Truckin'
- 1976 : Norman... Is That You? : Larry Davenport
- 1977 : Laugh-In (1 épisode)
- 1982 : Madame's Place (en) : Madame (51 épisodes)

### Scénariste
- 1982 : Madame's Place (en) (46 épisodes)
- 1984 : Madame in Manhattan